# Erebia tryphaera
Erebia tryphaera är en fjärilsart som beskrevs av Hans Fruhstorfer 1918. Erebia tryphaera ingår i släktet Erebia och familjen praktfjärilar. Inga underarter finns listade i Catalogue of Life.